# Edoxudin
A edoxudin (INN: edoxudine) timidin-analóg, herpes simplex és herpes zooster elleni gyógyszer. 1,2%-os gél, 3%-os krém és 0,3%-os szemcsepp formájában alkalmazzák.
Gátolja a vírus szaporodását, elősegíti a bőr gyógyulását. Nőkben csökkenti új hegek kialakulását és a fertőzött terület érzékenységét.
A szernek kevés mellékhatása van: viszketés, égő érzés az alkalmazás helyén.

## Hatásmód
A vírus timidin-kináz(en) enzimje „aktivál” sok vegyületet, köztük a timidin-analóg edoxudint is. Az aktiválás szelektív 5′-monofoszfáttá alakítást jelent. E vegyület azután tovább foszforizálódik 5′-trifoszfáttá, mely a vírus DNS-polimeráz enzimjének gátlója.

## Készítmények
Nemzetközi forgalomban:
- Aedurid
- Edurid
- Virostat

Magyarországon nincs gyógyszertári forgalomban edoxudin-tartalmú készítmény.